# Nilgirius scaber
Genre
Espèce
Nilgirius scaber, unique représentant du genre Nilgirius, est une espèce d'opilions laniatores de la famille des Trionyxellidae.

## Distribution
Cette espèce est endémique du Tamil Nadu en Inde. Elle se rencontre dans les Nilgiris et Palni Hills.

## Description
L'holotype mesure 4,5 mm.

## Publication originale
- Roewer, 1915 : « 106 neue Opilioniden. » Archiv für Naturgeschichte, vol. 81, no 3, p. 1–152 (texte intégral).